# RedeTV!
RedeTV! — коммерческая телесеть Бразилии, чья штаб-квартира расположена в Озаску, городе в столичном регионе Сан-Паулу. Владельцами сети являются группы Amilcare Dallevo и Marcelo de Carvalho.
Впервые передачи вышли в эфир 15 ноября 1999 года. Это произошло спустя шесть месяцев после того, как предприниматели Амилкаре Даллево-младший и Марсело де Карвальо, партнеры по компании TeleTV, приобрели концессии пяти собственных телестанций прекратившей свое существование сети Rede Manchete. Именно эти станции, получившие право на вещание в городах Сан-Паулу, Рио-де-Жанейро, Белу-Оризонти, Ресифи и Форталеза, и легли в основу RedeTV! с самого момента её запуска.